# Mislav Bezmalinović
Mislav Bezmalinović (serbisch-kyrillisch Мислав Безмалиновић; * 11. Mai 1967 in Split; † 31. August 2024 ebenda) ist ein ehemaliger kroatischer Wasserballspieler.

## Karriere
Bezmalinović absolvierte zunächst ein Studium an der Wirtschaftsfakultät. 1982 begann er seine Karriere im Wasserball beim Verein VK Jadran Split. Im Jahr 1987 nahm er mit der jugoslawischen Nationalmannschaft an der Europameisterschaft in Straßburg teil – das Team erreichte den zweiten Platz und gewann damit die Silbermedaille. Im folgenden Jahr war er Teilnehmer der Olympischen Spiele im südkoreanischen Seoul. Dort war die Mannschaft erfolgreich und holte die Goldmedaille.
Auch die Jahre 1989 bis 1991 verliefen für den Sportler auf internationaler Ebene erfolgreich. So gewann er Silbermedaillen bei der Europameisterschaft 1989 in Bonn sowie bei den Mittelmeerspielen 1991 in Athen. Den größten Erfolg dieser Phase feierte er 1991 bei der Weltmeisterschaft in Perth, bei der die jugoslawische Nationalmannschaft die Goldmedaille errang.
Auf nationaler Ebene spielte Bezmalinović bis 1994 für VK Jadran Split. In dieser Zeit gewann er 1991 die jugoslawische Meisterschaft sowie 1992 und 1993 den Europapokal der Landesmeister. Nach seiner Zeit in Split wechselte er nach Italien und spielte dort bis 1995 in Pescara, bevor er beim Verein Salona seine aktive Karriere beendete.
1995 wurde ihm der Orden des kroatischen Morgensterns verliehen. Im Jahr 2012 folgte die Aufnahme als 24. Person in die Hall of Fame des Sports seiner Heimatstadt Split. Nach seiner sportlichen Laufbahn arbeitete er als Direktor der Fischverarbeitungsfirma Sardina auf der Insel Brač. Außerdem blieb er bis zu seinem Tod im Jahr 2024 Mitglied der Vereinsführung seines ersten Vereins, VK Jadran Split.